# Assyriska riksförbundet
Assyriska Riksförbundet i Sverige (ARS) är en intresseorganisation för assyrier i Sverige som bildades år 1977. Förbundet samlar över tiotusen medlemmar och trettio organisationer runtom i landet. Förbundet arbetar för att främja assyrisk kultur och identitet i det svenska samhället.
Hujådå är förbundets tidning som har funnits som papperstidning åren 1978-2009, 2015-2017 och som webbtidning sedan 2006.